# Laćisled
Laćisled (en serbe cyrillique : Лаћислед) est un village de Serbie situé dans la municipalité d'Aleksandrovac, district de Rasina. Au recensement de 2011, il comptait 741 habitants.

## Démographie

### Évolution historique de la population
| 1948 | 1953  | 1961  | 1971 | 1981 | 1991 | 2002 | 2011 |
| ---- | ----- | ----- | ---- | ---- | ---- | ---- | ---- |
| 960  | 1 042 | 1 055 | 961  | 964  | 954  | 821  | 741  |

|  |